# Hilarion Capucci
Hilarion Capucci (en árabe, ايلاريون كبوجي, también escrito هيلاريون كبوجي o هيلاريون كابوتشي) (Alepo, Siria, 2 de marzo de 1922-Roma, Italia, 1 de enero de 2017) fue un sacerdote sirio, arzobispo emérito de la Orden de San Basilio de los melquitas de Alepo y activista por la causa palestina.

## Primeros años
Hilarion Capucci nació en Alepo, Siria, el 2 de marzo de 1922. Su padre, Bashir Capucci, murió cuando él era joven. Fue criado por su madre, Chafika Rabbath.
A la edad de 11 años, fue internado en el Monasterio Deir el Chir, en Souk el Gharb, actual Líbano, regido por los greco-melquitas, donde completó su educación primaria. Después se mudó a Palestina, donde prosiguió sus estudios de seminario en la Iglesia de Santa Ana en Jerusalén.

## Ordenación
De vuelta en Líbano, fue ordenado sacerdote en 1947 en la Orden de San Basilio de los melquitas de Alepo. Eligió el nombre de Hilarion en honor a San Hilarión, anacoreta originario de Gaza.
En 1965 Capucci fue nombrado arzobispo de Cesárea y vicario patriarcal de Jerusalén. Es entonces cuando se mudó a Jerusalén definitivamente, donde se instaló en la Catedral greco-católica melquita de la Anunciación de la Virgen.

## Apoyo a la causa palestina y encarcelamiento
En 1946, Capucci presenció el atentado al Hotel Rey David en Jerusalén, por parte de miembros del grupo sionista Irgún. Profundamente afectado por el evento, escribió: "Yo fui el único estudiante que abandonó el monasterio de Santa Ana ese día. Vi la destrucción y los cuerpos de 90 víctimas inglesas y árabes… Sentí un dolor insoportable”. Presuntamente en este momento comenzó su involucramiento en la causa palestina, con la que se alinearía el resto de su trayectoria vital.
Capucci participó en la distribución de armas a la resistencia palestina. Khalil al-Wazir (conocido como Abu Jihad) le persuadió para introducir armas en Jerusalén desde el sur de Líbano, escondidas en su coche, un Mercedes, dentro de compartimentos secretos hechos por hombres de Fatah. Protegido por su pasaporte diplomático expedido por el Vaticano, su coche no era revisado en el paso de Naqoura en el sur de Líbano. Supuestamente llevaba entre 70 y 80 armas en su coche por cada viaje, incluidos lanzacohetes RPG y Katiushas. Las armas eran escondidas en la escuela Al Freir en Beit Hanina, desde donde se distribuían a la resistencia.
En 1974, con la visita de Henry Kissinger a Jerusalén, Capucci organizó protestas anti-Israel y anti-Estados Unidos.
El 2 de agosto de 1974, su coche, lleno de armas, fue detenido en un punto de control en Jerusalén. Capucci se resistió a la inspección del vehículo, pero los soldados israelíes encontraron las armas escondidas. Su coche fue confiscado, sin embargo él no fue detenido inmediatamente gracias a su pasaporte diplomático.
El 18 de agosto de 1974, Capucci fue detenido e internado en la prisión de Beit Shemesh en Jerusalén Oeste, donde fue interrogado. Fue acusado de contactar un agente extranjero, transporte ilegal de armas y asistencia a una organización terrorista.
Una delegación del Vaticano negoció su liberación a cambio de que abandonara Jerusalén y negara los cargos contra él. Capucci se negó a aceptar el trato.
Fue juzgado el 20 de septiembre de 1974, en un juicio que duró 108 días. Uno de sus abogados defensores fue Aziz Shehadeh. El 9 de diciembre de 1974, la corte lo encontró culpable y fue sentenciado a 12 años de prisión. Después del juicio fue recluido en la prisión de Kfar Yona, en Beit Lydd.
Capucci fue uno de los prisioneros cuya liberación fue exigida por los secuestradores palestinos de la crisis de rehenes de Kfar Yuval en 1975, y de los secuestradores alemanes y palestinos del vuelo 139 de Air France (la crisis de los rehenes de Entebbe), en 1976.

## Salida de prisión y activismo
Eventualmente, las negociaciones entre el Vaticano y el Estado de Israel dieron como fruto su liberación, a condición de que no volviera a Palestina o a otros países árabes geográficamente cercanos a Palestina. Había servido 3 años y 3 meses en prisión, durante el curso de los cuales alegó malos tratos y privación de su derecho al rezo. Como forma de protesta se declaró en huelga de hambre en varias ocasiones. El 6 de noviembre de 1977 Capucci fue liberado y llevado a Roma.
En 1979, Capucci visitó Siria, con motivo de la ceremonia de apertura de la Conferencia Nacional Palestina en Damasco, invitado por Yasser Arafat, rompiendo el acuerdo que había llevado a su liberación.
Capucci jugó un papel clave durante la crisis de los rehenes en Irán. Realizó varias visitas a los rehenes, y a principios de mayo de 1980 negocio la liberación de los cuerpos de los soldados estadounidenses que habían muerto durante una misión de rescate fallida. Capucci también negoció un acuerdo para la liberación de los rehenes, pero el plan fracasó porque la prensa francesa publicó la historia antes de que el acuerdo fuera aprobado por el Parlamento de Irán.
Un opositor a la guerra de Irak, Capucci escribió el prólogo del libro “Neo-Conned!: Just War Principles a Condemnation of War in Iraq”, de John Sharpe.

## Participación en la flotilla de Gaza
En 2009, con 87 años, formó parte de la flota que pretendió romper el bloqueo marítimo a Gaza. Fue arrestado por los israelíes y liberado en la frontera con Siria, en los Altos del Golán.
En 2010, también estuvo a bordo de un barco turco, el MV Mavi Marmara, que intentó de nuevo superar el bloqueo. Fue arrestado cuando los israelíes interceptaron la flotilla, y enviado a Jordania.

## Apoyo a la Siria de Bashar al-Ásad
Tras las protestas derivadas de la Primavera Árabe en Siria en marzo de 2011, Capucci expresó su apoyo al gobierno de Bashar al-Ásad. Entre 2012 y 2013 apareció en varias manifestaciones en apoyo al régimen, acompañado de banderas de Siria con la efigie de al-Ásad.

## Fallecimiento
El 1 de enero de 2017, Hilarión Capucci murió en Roma a la edad de 94 años. Fue enterrado junto a su madre, en el norteño distrito de Rabweh, Líbano. En la ceremonia, el ministro de Justicia, Salim Jreissati, representó al presidente Michel Aoun y otorgó a Capucci la Medalla de Cedro en nombre del jefe de Estado libanés.

## Sucesión apostólica
- Máximo IV Saigh
- Demetrio I Qadi
- Cirilo VIII Geha
- Gregorio II Youssef